# Perdita cuspidata
Perdita cuspidata är en biart som beskrevs av Timberlake 1964. Perdita cuspidata ingår i släktet Perdita och familjen grävbin. Inga underarter finns listade i Catalogue of Life.